# Call of Duty: Global Operations
Call of Duty: Global Operations est un jeu vidéo de stratégie en temps réel et de tir à la première personne développé par Elex et édité par Activision, sorti en 2019 sur iOS et Android.